# Benedict (Kansas)
Pour les articles homonymes, voir Benedict.
Benedict est une municipalité américaine située dans le comté de Wilson au Kansas. Elle compte 73 habitants en 2010.

## Géographie
Située sur la rivière Verdigris, la municipalité s'étend alors sur une superficie de 0,15 mille carré (0,39 km2).

## Histoire
Benedict est fondée à la fin du XXe siècle à l'intersection du Missouri Pacific Railroad et de l'Atchison, Topeka and Santa Fe Railway. Son bureau de poste ouvre en 1886, lorsqu'il est déplacé depuis le village de Guilford.

## Démographie
Lors du recensement de 2010, sa population est de 73 habitants.